# Телескоп Крейга
Телескоп Крейга — це великий рефрактор (телескоп із лінзами), збудований у 1850-х роках. За своїми розмірами він значно перевершував попередні рефрактори, але мав технічні труднощі, які ускладнювали його ефективне використання. Попри ці проблеми, незвичайна конструкція і великий потенціал телескопа викликали значний інтерес у наукових колах того часу. Телескоп був введений в експлуатацію у серпні 1852 року. Його відвідав Вільям Парсонс, третій лорд Росс — відомий астроном, який створив Левіафан з Парсонстауна, найбільший на той час дзеркальний телескоп із шестифутовим (1,83 м) дзеркалом.

## Історія та значення телескопа
Телескоп Крейга був найбільшим рефрактором у світі в період з 1852 по 1857 рік. Його встановили в південному Лондоні, Англія, у Вондзверті. Цей великий рефрактор мав ахроматичний подвійний об’єктив з апертурою 61 см (24 дюйми або 2 фути), що робило його революційним для свого часу. Телескоп був завершений у 1852 році та розібраний приблизно в 1857 році, хоча його цегляна вежа залишалася на місці до 1870 року. Однією з особливостей телескопа була його фокусна відстань від 76 до 83 футів (23–25 метрів), що було значним досягненням для того періоду та дозволяло астрономам отримувати унікальні спостереження.
Телескоп отримав назву на честь превелебного Джона Крейга, який вклав у його будівництво значні кошти. Його телескоп мав майже вдвічі більшу апертуру, ніж будь-які попередні рефрактори, що зробило його найбільшим рефрактором у світі майже на десятиліття. Однак ще з літа 1852 року телескоп мав проблеми з якістю лінзи, що негативно впливало на отримувані зображення. Попри інноваційний підхід, ці недоліки ускладнювали використання телескопа для астрономічних досліджень. Зрештою, телескоп припинили використовувати, оскільки Джон Крейг пережив низку особистих трагедій: у 1852 році він втратив єдиного сина, у 1854 році померла його дружина і у 1856 році він втратив брата, а згодом потрапив до в’язниці на 6 тижнів. Через ці важкі події телескоп занепав, а згодом був розібраний. Джон Крейг не виправив дефекти лінзи, через що телескоп так і не зміг реалізувати навіть його скромні наукові цілі, такі як спостереження Місяця та Сатурна. Однією з основних цілей телескопа Крейга був пошук можливого супутника Венери та підтвердження наявності третього кільця Сатурна (так званого кільця Крепе). 
Конструкція телескопа:
- Об’єктив складався з ахроматичного подвійного лінзового блока:
  - Одна лінза була виготовлена з флінта компанією Chance Brothers.
  - Інша лінза була виготовлена з плоского скла компанією Thames Plate Glass Company.
- Монтування спроєктував Вільям Граватт (William Gravatt).
- Телескоп розташовувався у 19,5-метровій цегляній вежі.
- Сам телескоп мав 24,5-метрову сигароподібну трубу, виготовлену компанією Messrs Rennie, і була підвішена збоку вежі.

Наступними за розмірами рефракторами після телескопа Крейга були два 15-дюймові (38 см) рефрактори, побудовані компанією Merz і Mahler з Мюнхена (фірма Йозефа Фраунгофера). Один з них був встановлений у Пулковській обсерваторії в Європі, а інший — у Гарвардській обсерваторії в Америці.
Найбільшим телескопом того часу був 6-футовий (183 см) металевий дзеркальний телескоп, створений Вільямом Парсонсом, 3-м графом Россом, відомий як "Левіафан з Парсонстауна". Він став значним досягненням у галузі астрономії на той час.